# عبد الله بن عبد العزيز العمري
عبد الله بن عبد العزيز بن عبد الله بن عبد الله بن عمر بن الخطاب، تابعي مدني ولد سنة 98 هـ. وتوفي في المدينة سنة 184 هـ.

## روايته للحديث
- روى عن: إبراهيم بن سعد الزهري، وعبد الله بن عبد الرحمن بن معمر بن حزم، ووالده عبد العزيز بن عبد الله العمري، وخالد بن منصور.
- روى عنه: عبد الملك بن إبراهيم، وأسود بن سالم، وإسحاق بن إبراهيم، وجابر بن مرزوق، وسليمان بن محمد بن يحيى بن عروة، وعبيد بن جناد.

## أقوال علماء أهل السنة فيه
- ابن حبان: من أزهد أهل زمانه، وأكثرهم تخليا للعبادة، وأكثرهم مواظبة عليها، وما له كثير حديث يرجع إليه، وروى عنه سفيان بن عيينة.
- النسائي: ثقة.
- ابن حجر العسقلاني: ثقة زاهد.
- ابن سعد: كان عابداً ناسكاً زاهداً.
- يحيى بن معين: صالح ليس به بأس.